# Ingrid Gjessing Linhave
Ingrid Gjessing Linhave, geborene Gjessing (* 1977), ist eine norwegische Moderatorin des norwegischen Rundfunks Norsk rikskringkasting (NRK).

## Leben
Ingrid Gjessing wuchs zunächst in der westnorwegischen Stadt Bergen auf, bevor sie im Alter von fünf Jahren nach Oslo zog. Nach einem Vorspiel an der Liverpool Institute for Performing Arts wurde sie im dortigen Schauspielstudiengang angenommen. Das dortige Studium brach sie ab und ging nach Lillehammer, wo sie TV-Regie an der Hochschule Lillehammer studierte. Nach einer erfolgreichen Audition übernahm sie die Moderation einer Sendung für das Kinderprogramm. Ihren TV-Durchbruch hatte sie im Jahr 2004, als sie mit Solveig Kloppen die zweite Staffel der Castingshow Idol moderierte. Anschließend war sie unter anderem bei der Radiosendung Nitimen tätig.
Sowohl 2012 als auch 2013 moderierte sie Ausgaben des NRK-Sommerprogramms Sommeråpent. Im Herbst 2012 wurde sie Teil des Moderatorenteams der Hörfunksendung Nitimen. Im Herbst 2013 ersetzte sie Linn Skåber als festes Teammitglied in der Comedysendung Nytt på nytt. Linhave verließ die Sendung im Jahr 2015, nachdem sie ein Angebot erhalten hatte, gemeinsam mit dem Moderator Kåre Magnus Bergh eine Neuauflage der Sendung Big Bang zu machen. Das Duo, bestehend aus Linhave und Bergh, moderierte unter anderem auch die Weihnachtssendung Kvelden før kvelden, den Melodi Grand Prix Junior sowie die wöchentliche Hörfunkserie Kveldsstell.
Zu Beginn des Jahres 2018 wurde die von ihr geleitete Realityserie Familieekspedisjonen im NRK ausgestrahlt. Gemeinsam mit Robert Stoltenberg moderierte sie im Sommer 2019 erneut Ausgaben der Sendung Sommeråpent. Gemeinsam mit Ronny Brede Aase und Kåre Magnus Bergh moderierte sie den Melodi Grand Prix 2020, den norwegischen Vorentscheid für den Eurovision Song Contest. Im darauffolgenden Jahr setzte der NRK erneut auf das Trio. Im Herbst 2022 wirkte sie an der dritten Staffel von Maskorama mit. Im Jahr 2023 führte sie durch die erste Staffel der NRK-Serie Demenskoret. Für ihre Moderationsleistung wurde sie beim Fernsehpreis Gullruten in der Moderationskategorie für Unterhaltungsshows nominiert.

## Auszeichnungen
- 2023: Nominierung in der Kategorie „Beste Moderation – Unterhaltung“, Gullruten[13]